# Jem and the Holograms (film)
Jem and the Holograms är en amerikansk musikaldramafilm från 2015 producerad och regisserad av Jon M. Chu, samt manus av Ryan Landels. Filmen, vars ledande roller spelas av Aubrey Peeples, Stefanie Scott, Hayley Kiyoko, Aurora Perrineau, Ryan Guzman, Molly Ringwald och Juliette Lewis, är löst baserad på den animerade 1980-talsserien med samma namn av manusförfattaren Christy Marx. Regissören Jon M. Chu hade velat göra denna film i elva års tid, men hans förslag avvisades tidigare av Universal Studios.

## Rollista
| Aubrey Peeples / Isabella Rice      | – Jerrica "Jem" Benton      |
| Stefanie Scott                      | – Kimber Benton             |
| Hayley Kiyoko                       | – Aja                       |
| Aurora Perrineau / Wynter Perrineau | – Shana                     |
| Juliette Lewis                      | – Erica Raymond             |
| Ryan Guzman                         | – Rio Raymond               |
| Molly Ringwald                      | – Moster/Faster Bailey      |
| Nathan Moore                        | – Zipper                    |
| Barnaby Carpenter                   | – Emmett Benton             |
| Ryan Hansen                         | – Stephen                   |
| Quddus                              | – VJ                        |
| Kesha                               | – Pizzazz (cameo)           |
| Hana Mae Lee                        | – Roxy (cameo)              |
| Katie Findlay                       | – Stormer (cameo)           |
| Eiza González                       | – Jetta (cameo)             |
| Jimmy Fallon                        | – Sig själv (arkivmaterial) |
| Dwayne Johnson                      | – Sig själv (arkivmaterial) |
| Alicia Keys                         | – Sig själv (arkivmaterial) |
| Chris Pratt                         | – Sig själv (arkivmaterial) |
| Nicholas Braun                      | – Brad (okrediterad)        |
| Jamie Bernadette                    | – Reporter (okrediterad)    |
| Ariana Grande                       | – Sig själv (okrediterad)   |
| Djoir Jordan                        | – Sig själv (okrediterad)   |